# 나이트 인 더 우즈
《나이트 인 더 우즈》(Night in the Woods)는 알렉 홀로카(Alec Holowka)와 스콧 벤슨(Scott Benson)가 세운 Infinite Fall에서 개발한 어드벤처 게임이다. 나이트 인 더 우드는 최근에 대학교를 그만두고, 그녀의 고향 마을에서 생각지도 않은 변화를 찾기 위해 돌아온 메이 보로우스키(Mae Borowski)의 이야기를 중심으로 돌아가는 탐험 게임이다.
2013년 이 게임을 위한 첫번째 보충 설명 게임으로 Longest Night를 출시하였으며, 2014년 12월에는 두번째 보충 설명 게임인 Lost Constellation 을 출시하였다.

## 게임 플레이
플레이어는 메이 버로우스키가 되어 달리고, 뛰고 그리고 여럿 의인화된 동물들이 살고 있는 포섬 스프링즈(Possum Springs)을 탐험하면서 여러 기술들을 배우게 된다. 스콧 벤슨은 플레이어의 주된 활동으로 "탐험하고, 다른 이들과 이야기 하며, 보고 만지기"라고 말하고 있으며, 홀로카는 그들의 목표가 게임 플레이가 목적이 아닌 서사 중심적이라고 밝히고 있다. 플레이어는 또한 이야기에 영향을 미치는 여럿 대화를 선택해야 한다.

## 개발
나이트 인 더 우드는 2013년 10월 22일 킥스타터에 올라왔는데, 홀로카와 벤슨은 5만 달러를 목표 금액으로 삼았는데, 이 목표는 26시간만에 깨지게 된다. 이 프로젝트는 20만 달러 이상을 내게 된다. 이로 인해 나이트 인 더 우드에서는 애니메이터인 Charles Huettner를 고용하여 더 많은 애니메이션을 넣을 수 있게 되었으며, 또한 게임 안에서 플레이할 수 있는 로그라이크 게임을 만들게 된다. 창업자중 한명인 벤슨은 더 많은 목표를 추가하는 것이 더 많은 후원자를 끌수 있다고 믿었지만, 프로젝트의 과도한 확장을 경계한 Infinite Fall 은 목표를 제한하였다.

## 등장인물

### 주요인물
- 메이

풀네임은 마가렛 보로우스키(Margaret Borowski). 네이비색의 암컷 고양이다. 대학생활을 하느라 객지에서 살고 있었지만 2학년이 되던 해, 학교에 자퇴서를 내고 고향 포섬 스프링즈로 돌아왔다. 처음에는 오랜만에 만난 부모님, 이웃들, 친구들과 인사를 나누며 즐거운 여유를 누리지만 곧 곳곳에서 문제가 벌어졌고 갈등이 생기기 시작한다. 밴드 포지션은 베이스.
- 비

풀네임은 비아트리스 산텔로(Beatrice Santello). 어두운 색깔의 암컷 악어. 철물점에서 일을 하고 있는데 메이의 친구들 중에서 유일하게 자가용이 있기 때문에 다함께 어디갈때면 항상 운전을 해준다. 전반적으로 메이에게 차갑거나 빈정대는 편이다. 밴드 포지션은 드럼. 하지만 진짜 드럼이 아니라 컴퓨터 자판으로 드럼 소리를 내는 것이다. 전체적인 스토리를 살펴보면 집과 직장만 오가는 전형적인 현대인의 삶을 살고있다.
- 그렉

풀네임은 그레고리 리(Greggory Lee). 메이의 고등학교 친구. 노란빛을 한 수컷 여우. 특유의 활발한 성격으로 분위기 메이커 역할을 톡톡히 하고있다. 하지만 밝은모습 뒤에는 누구보다도 아픈 상처를 가지고 있다. 포섬 스프링즈의 스낵 팔콘에서 일하고 있으며 같은 친구 앵거스와는 연인사이다. 밴드의 포지션은 기타.
- 앵거스

풀네임은 앵거스 딜레이니(Angus Delaney). 갈색빛을 한 수컷 곰. 그렉의 연인. 하지만 성격은 그렉하고는 정반대다. 푸근한 인상을 한 나름 지식인. 게다가 친구에 대한 우정이 너무 깊어서 자신이 손해를 보는 유형이다. 밴드의 포지션은 보컬.

### 메이네 가족
- 캔디 보로우스키(Candy Borowski)

메이의 어머니. 집에서는 항상 식탁에 앉아 책을 읽고있다. 교회를 다니기 때문에 마을 교회에서도 만날 수 있는데 교회에서도 책을 읽고있다. 처음에는 오랜만에 돌아온 딸아이를 누구보다도 다독여주지만 시간이 갈수록 아이에 대한 잔소리 가지수가 늘어나기 시작한다.
- 스탠 보로우스키(Stan Borowski)

메이의 아버지. 햄 팬서 정육 코너에서 일하고 있다. 집에서는 주로 소파에 앉아 텔레비전을 보는 모습이다. 방황하는 딸에게 여러 가지 충고를 많이 해준다.
- 몰리 이모(Aunt Molly)

메이의 이모. 모친 캔디의 언니인지 여동생인지는 불분명. 포섬 스프링즈 마을 경찰관. 하지만 메이는 종종 그녀를 쇼핑몰 경비라고 놀려먹고 꼰대같이 군다는 심한 말도 서슴지 않는다. 하지만 그녀는 조카의 이런 행동에도 경비원은 총을 들고 다니지 않는다는 식으로 그냥 넘겨버린다. 메이가 많이 사고를 쳐서인지 항상 그녀를 예의주시하고 있다.

### 마을 주민들
- 셀머스(Selmers)

풀네임은 셀마 앤 포레스터(Selma Ann Forrester). 비의 이웃. 겉보기에는 평범해 보이고 메이와의 나이차이도 얼마 없어보이지만 이혼, 마약중독, 재활치료 등등 꽤나 파란만장하면서도 험악한 생활을 해왔다.
- 차조코프 씨(Mr. Chazokov)

학창시절 메이를 가르친 교사. 메이를 살갑게 대하는 몇안되는 인물. 집에 천체망원경이 있어서 보고가라고 권했다.
- 펜더슨 씨(Mr. Penderson)

풀네임은 윌리엄 팬더슨(William Penderson), 어릴때 메이가 사고를 많이 쳤는지 돌아온 그녀를 보고는 온갖 디스를 날려댄다. 하지만 메이가 괴한의 습격으로 환자가 됐을때는 그동안 사고 친 죗값을 아직 다 치르지 못했다는 핑계로 빨리 깨어나라는 말을 하는 츤데레적인 면모를 보인다.

### 기타
- 케이시 하슬리

메이의 친구. 원래 밴드에서 드럼을 맡았던건 케이시였지만 그녀가 떠나고 메이마저 대학생활 차 객지로 떠나버리면서 그렉은 급격히 침울해진다. 앵거스는 이런 연인의 기분을 풀어주기 위해 비를 대신 데려온것이다.
- 앵거스 부모님

앵거스의 부모. 아버지는 주기적으로 아들을 폭행했고 어머니는 꼴보기 싫다며 아이를 며칠동안 굶기는게 일상이었다.

## 평가
| 평가 |                                |
| --- | ------------------------------ |
| 통합 점수 통합사 점수 메타크리틱 NS: 85 PC: 88 PS4: 87 XONE: 75 평론 점수 평론사 점수 게임 인포머 8.8/10 [ 7 ] 게임스팟 9/10 [ 8 ] IGN 8.7/10 [ 9 ] PC 게이머 (US) 8.2/10 [ 10 ] 폴리곤 7.5/10 [ 11 ] |                                |
| 통합 점수 |                                |
| 통합사 | 점수                           |
| 메타크리틱 | NS: 85 PC: 88 PS4: 87 XONE: 75 |
| 평론 점수 |                                |
| 평론사 | 점수                           |
| 게임 인포머 | 8.8/10                         |
| 게임스팟 | 9/10                           |
| IGN | 8.7/10                         |
| PC 게이머 (US) | 8.2/10                         |
| 폴리곤 | 7.5/10                         |